# Clàssica de Sant Sebastià 1997
La Clàssica de Sant Sebastià 1997, 17a edició de la Clàssica de Sant Sebastià, és una cursa ciclista que es va disputar el 9 d'agost de 1997 sobre un recorregut de 234 km. La cursa formà part de la Copa del món de ciclisme
Van prendre la sortida 187 corredors, dels quals 95 finalitzaren la cursa.
El vencedor final fou l'italià Davide Rebellin, de l'equip La Française des Jeux, que s'imposà a l'esprint al rus Alexander Gontxenkov (Roslotto-ZG Mobili) i l'italià Stefano Colagé (Refin-Mobilvetta), que finalitzaren segon i tercer respectivament.

## Classificació general
|    | Ciclista             | Equip                 | Temps      |
| -- | -------------------- | --------------------- | ---------- |
| 1  | Davide Rebellin      | La Française des Jeux | 5h 47' 22" |
| 2  | Alexander Gontxenkov | Roslotto-ZG Mobili    | m.t        |
| 3  | Stefano Colagé       | Refin-Mobilvetta      | m.t        |
| 4  | Maurizio Fondriest   | Cofidis               | m.t        |
| 5  | Gianluca Bortolami   | Festina-Lotus         | m.t        |
| 6  | Rolf Sørensen        | Rabobank              | m.t        |
| 7  | Beat Zberg           | Mercatone Uno-Wega    | m.t        |
| 8  | Jens Heppner         | Team Deutsche Telekom | m.t        |
| 9  | Richard Virenque     | Festina-Lotus         | m.t        |
| 10 | Giuseppe Tartaggia   | Batik-Del Monte       | m.t        |